# Kreis Gumbinnen

Der Kreis Gumbinnen in den Grenzen von 1818 bis 1945

Der Kreis Gumbinnen vor dem Zweiten Weltkrieg

Der preußisch-deutsche Kreis Gumbinnen bestand in der Zeit von 1818 bis 1945 im ostpreußischen Regierungsbezirk Gumbinnen. Die Kreisstadt Gumbinnen, heute Gussew, war der einzige Ort mit mehr als 2000 Einwohnern. Das ehemalige Kreisgebiet gehört heute zur russischen Oblast Kaliningrad.

## Verwaltungsgeschichte
Das Gebiet des Kreises Gumbinnen gehörte seit der Einteilung Ostpreußens in landrätliche Kreise von 1752 zu dem damaligen Kreis Insterburg. Im Rahmen der preußischen Verwaltungsreformen ergab sich mit der „Verordnung wegen verbesserter Einrichtung der Provinzialbehörden“ vom 30. April 1815 die Notwendigkeit einer umfassenden Kreisreform in ganz Ostpreußen, da sich die 1752 eingerichteten Kreise als unzweckmäßig und zu groß erwiesen hatten. Zum 1. September 1818 wurde im Regierungsbezirk Gumbinnen aus Teilen des alten Kreises Insterburg der neue Kreis Gumbinnen gebildet. Dieser umfasste die Kirchspiele Gerwischkehmen, Gumbinnen-Altstadt, Ischdaggen, Judtschen, Nemmersdorf, Niebudszen und Walterkehmen. Sitz des Landratsamts war Gumbinnen.
Zum 1. Januar 1824 wurde das Kirchspiel Szirgupönen aus dem Kreis Stallupönen in den Kreis Gumbinnen umgegliedert. Seit dem 1. Juli 1867 gehörte der Kreis zum Norddeutschen Bund und ab dem 1. Januar 1871 zum Deutschen Reich. Am 21. Juli 1875 wechselte die Landgemeinde Grünheide aus dem Kreis Darkehmen in den Kreis Gumbinnen.
Nach der Teilung der Provinz Preußen in die Provinzen Ostpreußen und Westpreußen wurde der Kreis Gumbinnen am 1. April 1878 Bestandteil Ostpreußens. Zum 30. September 1928 fand im Kreis Gumbinnen wie im übrigen Preußen eine Gebietsreform statt, bei der alle Gutsbezirke bis auf zwei aufgelöst und benachbarten Landgemeinden zugeteilt wurden. Am 1. Oktober 1937 wurde die Gemeinde Wandlauszen aus dem Kreis Pillkallen in den Kreis Gumbinnen umgegliedert.
Im Frühjahr 1945 wurde das Kreisgebiet durch die Rote Armee besetzt und kam nach Kriegsende unter sowjetische Verwaltung. Heute gehört das ehemalige Kreisgebiet zur russischen Oblast Kaliningrad.

## Einwohnerentwicklung

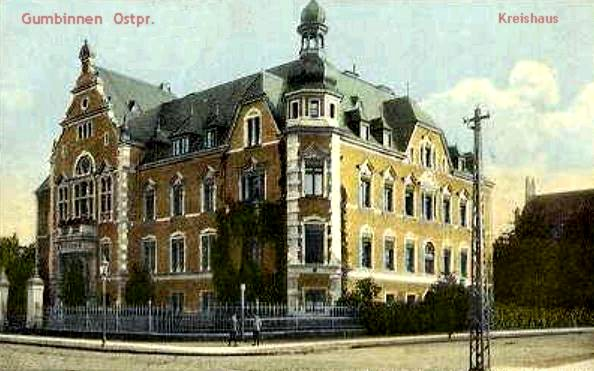
Das Kreishaus in Gumbinnen (um 1900)

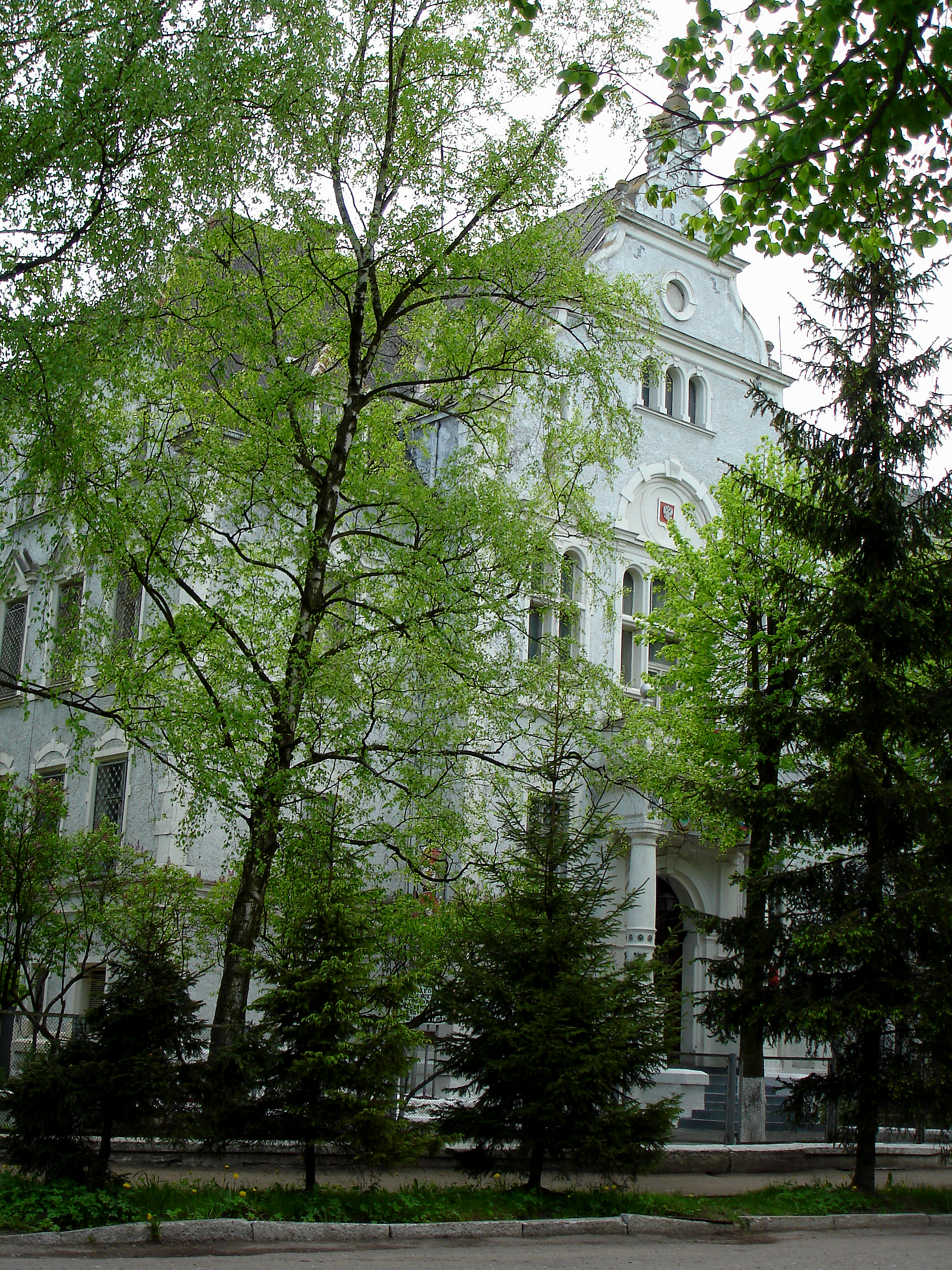
Das ehemalige Kreishaus (2008)

| Jahr | Einwohner | Quelle |
| ---- | --------- | ------ |
| 1818 | 21.034    | [ 3 ]  |
| 1846 | 41.672    | [ 4 ]  |
| 1871 | 47.176    | [ 5 ]  |
| 1890 | 48.928    | [ 6 ]  |
| 1900 | 50.781    | [ 6 ]  |
| 1910 | 51.235    | [ 6 ]  |
| 1925 | 50.185    | [ 6 ]  |
| 1933 | 51.041    | [ 6 ]  |
| 1939 | 52.824    | [ 6 ]  |

## Politik

### Landräte
- 1818–184000Aemil von Lyncker
- 1841–188900Carl Burchard
- 1889–189300Franz Burchard
- 1893–189900Hermann Kreth
- 1899–190800Bernd von Lüdinghausen-Wolff (1864–1930)
- 1908–191500Marcell Sylvester
- 1915–191900Friedrich Penner
- 1919–192000Eugen Simon[7]
- 19200000000Roß (kommissarisch)
- 1921–194500Roderich Walther[8]

### Wahlen
Im Deutschen Kaiserreich bildete der Kreis Gumbinnen zusammen mit dem Kreis Insterburg den Reichstagswahlkreis Gumbinnen 3.

### Kommunalverfassung
Der Kreis Gumbinnen gliederte sich in die Stadt Gumbinnen, in Landgemeinden und – bis zu deren nahezu vollständigem Wegfall – in Gutsbezirke. Mit Einführung des preußischen Gemeindeverfassungsgesetzes vom 15. Dezember 1933 sowie der Deutschen Gemeindeordnung vom 30. Januar 1935 wurde zum 1. April 1935 das Führerprinzip auf Gemeindeebene durchgesetzt. Eine neue Kreisverfassung wurde nicht mehr geschaffen; es galt weiterhin die Kreisordnung für die Provinzen Ost- und Westpreußen, Brandenburg, Pommern, Schlesien und Sachsen
vom 19. März 1881.

## Amtsbezirke
Zwischen 1874 und 1945 waren die Landgemeinden, Guts- und Forstbezirke des Kreises Gumbinnen in 23 Amtsbezirken zusammengeschlossen. Die meisten von ihnen erhielten zwischen 1938 und 1939 im Zuge der nationalsozialistischen Germanisierungsbestrebungen einen neuen Namen:
| Name (bis 1939)                   | Name (1939–1945) | Heutiger Name                 |
| --------------------------------- | ---------------- | ----------------------------- |
| Austinehlen                       | Austinshof       | Orlowka                       |
| Brakupönen                        | Roßlinde         | Kubanowka                     |
| Buylien                           | Schulzenwalde    | Dubrawa                       |
| Gerwischkehmen                    | Gerwen           | Priosjornoje                  |
| Grünweitschen                     | Grünweiden       |                               |
| Ischdaggen                        | Branden          | Lermontowo                    |
| Jonasthal                         | Jonasthal        | Ochtinskoje                   |
| Judtschen                         | Kanthausen       | Wessjolowka                   |
| Kampischkehmen                    | Angereck         | Sinjawino                     |
| Kieselkehmen                      | Kieselkeim       | Konstantinowka                |
| Kulligkehmen                      | Ohldorf          | Lipowo                        |
| Nemmersdorf                       | Nemmersdorf      | Majakowskoje                  |
| Niebudszen ab 1936: Niebudschen   | Herzogskirch     | Krasnogorskoje                |
| Packallnischken                   | Bergendorf       | Suworowo, jetzt: Jasnoje Pole |
| Pruszischken ab 1935: Preußendorf | Preußendorf      | Brjanskoje                    |
| Puspern                           | Puspern          | Lomowo                        |
| Springen                          | Springen         | Tamanskoje                    |
| Szirgupönen ab 1936: Schirgupönen | Amtshagen        | Dalneje                       |
| Szuskehmen ab 1936: Schuskehmen   | Angerhöh         | Schutschkowo                  |
| Stannaitschen                     | Zweilinden       | Furmanowo                     |
| Tzullkinnen ab 1935: Eichenfeld   | Eichenfeld       | Kaspijskoje                   |
| Walterkehmen                      | Großwaltersdorf  | Olchowatka                    |
| Wilkoschen                        | Wolfseck         | Gruschewka                    |

## Gemeinden
Am 1. Januar 1938 umfasste der Kreis Gumbinnen die Stadt Gumbinnen und 158 weitere Gemeinden.
| - Abschermeningken - Adomlauken - Alt Maygunischken - Antbrakupönen - Antszirgessern - Augstupönen - Austinlauken - Balberdschen - Ballienen - Bersteningken - Bibehlen - Blecken - Brakupönen - Budszedszen - Budweitschen - Bumbeln - Buylien - Chorbuden - Datzkehmen - Dauginten - Didsziddern - Drutischken - Eichenfeld - Eszerningken - Eyßeln - Florkehmen - Freudenhoch - Friedrichsfelde - Gertschen - Gerwischkehmen - Gerwischken - Girnen | - Groß Baitschen - Groß Berschkurren - Groß Datzen - Groß Gaudischkehmen - Groß Mixeln - Groß Pruschillen - Groß Tellitzkehmen - Groß Wersmeningken - Groß Wischtecken - Grünhaus - Guddatschen - Gumbinnen, Stadt - Ischdaggen - Jäckstein - Jodszen - Jodszleidszen - Jodupchen - Jodzuhnen - Jogelehnen - Jucknischken - Judtschen - Kailen - Kaimelau - Kallnen - Kampischkehmen - Karklienen - Karmohnen - Karszamupchen - Kasenowsken - Kiaulkehmen - Klein Baitschen - Klein Berschkurren | - Klein Gaudischkehmen - Klein Pruschillen - Klein Trakehnen - Klein Wersmeningken - Kollatischken - Korellen - Krauleidszen - Kubbeln - Kulligkehmen - Kutten - Kuttkuhnen - Lampseden - Laugallen - Lenglauken - Lolidimmen - Luschen - Lutzicken - Martischen - Matzutkehmen - Meschkeningken - Mingstimmen - Naujeningken - Nemmersdorf - Nestonkehmen - Neu Maygunischken - Niebudszen - Norbuden - Norgallen - Pabbeln - Packallnischken - Pendrinnen - Pillkallen | - Plimballen - Pötschkehmen - Praßlauken - Pruszischken - Purwienen - Puspern - Rahnen - Reckeln - Ribbinnen - Rödszen - Rohrfeld - Rosenfelde - Rudbardszen - Rudstannen - Rudupönen - Sabadszuhnen - Sadweitschen - Samelucken - Sampowen - Schestocken - Schilleningken - Schlappacken - Schmilgen - Schmulkehlen - Schmulken - Schorschienen - Schunkern - Schwiegseln - Semkuhnen - Skardupchen - Skardupönen - Skroblienen | - Sodehnen - Sodeiken - Sodinehlen - Spirockeln - Springen - Stannaitschen - Stobricken - Stulgen - Szameitschen - Szirgupönen - Szublauken - Szurgupchen - Szuskehmen - Thuren - Tittnaggen - Tublauken - Tutteln - Uszballen - Uszupönen - Waiwern - Wallehlischken - Walterkehmen - Wandlauszen - Wannagupchen - Warkallen - Warnehlen - Warschlegen - Wilhelmsberg - Wilkoschen - Wingeningken - Worupönen |

Im Kreis lagen außerdem die beiden gemeindefreien Gutsbezirke Forst Eichwald und Remonteamt Brakupönen.
Vor 1945 aufgelöste Gemeinden
- Alt Maygunischken, am 1. April  1938 zu Erlengrund
- Auxionehlen, 1895 zu Adomlauken
- Aweningken, 1893 zu Gerwischken
- Discherlauken, 1893 zu Antszirgessern
- Eggelauken, am 30. Oktober 1902 zu Gerschwillauken
- Eszerischken, am 1. Oktober 1935 zu Tutteln
- Ganderkehmen, am 30. September 1928 zu Kiaulkehmen
- Gerschwillauken, am 1. August 1935 zu Jungort
- Grünheide, am 1. Oktober 1935 zu Lolidimmen
- Grünweitschen, am 30. September 1928 zu Ribbinnen
- Klampupönen, 1895 zu Pakallnischken
- Klein Datzen, am 1. Juli 1935 zu Spirokeln
- Klein Mixeln, 1900 zu Adomlauken
- Neu Maygunischken, am 1. April  1938 zu Erlengrund
- Norutschatschen, am 1. April 1918 zu Gumbinnen
- Pagramutschen, 1893 zu Gerwischken
- Pommerfelde (Lenglauken), am 1. April 1939 zu Blecken
- Schröterlauken, 1895 zu Tublauken
- Skripitschken, 1893 zu Gerwischken
- Stannen, 1895 zu Stobricken
- Tzulkinehlen, 1895 zu Antbrakupönen
- Wilken, 1893 zum Gutsbezirk Wilken

## Ortsnamen
1936/1938, vereinzelt auch in den Jahren davor, wurden im Kreis Gumbinnen etwa zwei Drittel aller Gemeindenamen „eingedeutscht“. Das waren meist lautliche Angleichungen, Übersetzungen oder freie Erfindungen:
- Abschermeningken: Fuchstal
- Adomlauken: Adamshausen
- Antbrakupönen: Kahlheim
- Antszirgessern/Antschirgessern: Seewiese
- Augstupönen: Hochfließ
- Austinlauken: Austfelde
- Balberdschen: Balbern
- Ballienen: Riedwiese
- Bersteningken: Berstenau
- Bibehlen: Falkenhausen
- Brakupönen: Roßlinde
- Budballen: Moorgrund
- Budszedszen/Budschedschen: Pfälzerwalde
- Budweitschen: Forsteck
- Buylien: Schulzenwalde
- Datzkehmen: Lorenzfelde
- Didschiddern: Frankenhof
- Drutischken: Pfälzerort
- Eszerningken/Escherningken: Neupassau
- Florkehmen: Florhof
- Gertschen: Gertenau
- Gerwischkehmen: Gerwen
- Gerwischken: Richtfelde
- Groß Berschkurren: Großpreußenwald
- Groß Gaudischkehmen: Großgauden
- Groß Kannapinnen: Steinsruh
- Groß Pruschullen: Großpreußenbruch
- Groß Tellitzkehmen: Tellrode
- Groß Wersmeningken: Großstangenwald
- Groß Wischtecken: Ullrichsdorf (Ostpr.)
- Guddatschen: Kleehagen
- Ischdaggen: Branden
- Jodszen/Jodschen: Schwarzenau (Ostpr.)
- Jodszleidszen: 1936 Altlinden
- Jodupchen: Mittenfelde
- Jodzuhnen: Weidengrund
- Jogelehnen: Jürgendorf
- Jucknischken: Bahnfelde
- Judtschen: Kanthausen
- Kallen: Bismarckshöh
- Kampischkehmen: Angereck
- Karklienen: Brauersdorf
- Karszamupchen: 1935 Grünfließ
- Kasenowsken: 1935 Tannsee
- Kiaulkehmen: 1935 Jungort
- Klein Berschkurren: Kleinpreußenwald
- Klein Gaudischkehmen: Kleingauden
- Klein Kannapinnen: Kleinblecken
- Klein Pruszillen/Pruschillen: Kleinpreußenbruch
- Klein Wersmeningken: Kleinstangenwald
- Kollatischken: Langenweiler
- Krauleidszen/Krauleidschen: Schöppenfelde
- Kulligkehmen: Ohldorf (Ostpr.)
- Kuttkuhnen: Eggenhof
- Lampseden: Lampshagen
- Lasdinehlen: Gut Altkrug
- Laugallen: Heubude
- Lenglauken: Pommerfelde
- Lolidimmen: Lolen
- Lutzicken: Lutzen
- Martischen: Martinshof
- Matzutkehmen: Matzhausen
- Meschkeningken: Bärenhagen
- Mingstimmen: 1935 Angerfelde
- Naujeningken: Neuhufen
- Nestonkehmen: Schweizertal
- Niebudszen/Niebudschen: Herzogskirch
- Norgallen: Wiekmünde
- Packallnischken: Bergendorf (Ostpr.)
- Pendrinnen: Pendershof
- Perkallen: Husarenberg
- Pillkallen: Hoheneck
- Plimballen: Mertinshagen
- Pötschkehmen: 1934 Pötschwalde
- Praßlauken: Praßfeld
- Pruszischken: 1935 Preußendorf (Ostpr.)
- Purpesseln: Auenhof
- Purwienen: Altweiler
- Ribbinnen: Jägershagen
- Rödszen/Rödschen: Röden
- Rudbardszen/Rudbardschen: Rotweiler
- Rudstannen: Steffensfelde
- Rudupönen: Ringfließ
- Sabadszuhnen/Sabadschuhnen: Bergenbrück
- Sadweitschen: Altkrug
- Samelucken: Brückental
- Sampowen: Sampau
- Schameitschen: Samfelde
- Schestocken: Peterstal
- Schilleningken: Kaimelskrug
- Schlappacken: Krausenbrück
- Schmulkehlen: Neuenburg (Ostpr.)
- Schmulken: Birkenhöhe
- Schorschienen: Moosgrund
- Schröterlauken: Schrötersheim
- Schwiegseln: Schweizerau
- Semkuhnen: Hohenwerder
- Skardupchen: Kleinweiler
- Skardupönen: Matzrode
- Skroblienen: Buchenrode
- Sodehnen: Heinsort
- Sodinehlen: Jägersfreude (Ostpr.)
- Spirockeln: Hohenfreid
- Stannaitschen: Zweilinden
- Stobricken: Krammsdorf
- Stulgen: Hasenrode
- Szirgupönen/Schirgupönen: Amtshagen
- Szublauken/Schublauken: Schublau
- Szurgupchen/Schurgupchen: Sprindort
- Szuskehmen/Schuskehmen: Angerhöh
- Tittnaggen: Krügertal
- Tublauken: Schweizersfelde
- Uszballen/Uschballen: Birkenried
- Uszupönen/Uschupönen: Moorhof
- Waiwern: Seilhofen (Ostpr.)
- Wallehlischken: Hagelsberg
- Walterkehmen: Großwaltersdorf
- Wandlauschen: Rotenkamp
- Wannagupchen:  1935 Habichtsau
- Warkallen: Roloffseck
- Warnehlen: Haselhof
- Warschlegen: Laurinshof
- Wilkoschen: Wolfseck
- Wilpischen: 1928 Eichenfeld
- Wingeningken: Vierhufen
- Worupönen: Roseneck